# Юрьямполь
Юрьямполь (укр. Юр'ямпіль) — село в Бильче-Золотецкой сельской общине Чортковского района Тернопольской области Украины.
До 2020 года входило в Борщёвский район.
Код КОАТУУ — 6120880904. Население по переписи 2001 года составляло 344 человека.

## Географическое положение
Село Юрьямполь находится у истоков реки Хромовая,
на расстоянии в 2 км от села Королёвка.

## История
- Село известно с XVII века.

## Объекты социальной сферы
- Школа I ст.
- Фельдшерско-акушерский пункт.